# شاي كركديه

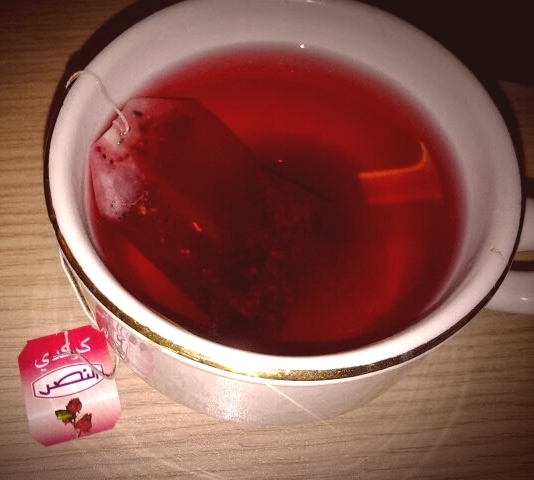
شاي كركديه

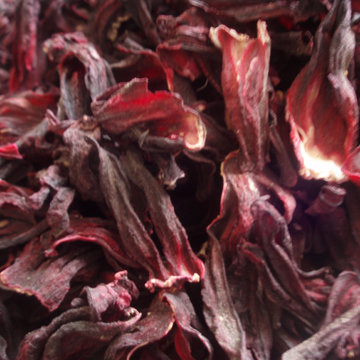
أوراق الكركديه مجففة

شاي الكركديه ، أو شاي كجرات، هو شاي أعشاب يجمع من سبلات زهرة الكركديه عندما تكون ذات لون قرمزي أو قريب من اللون البنفسجي الداكن. يحتسى مشروب الكركديه أو الكجرات إما بارداً أو حارا.
يملك مشروب الكركديه طعم حاد لاذع بعض الشيء لذلك يضاف إليه السكر لتحليته. ويحتوي المشروب على فيتامين ج وبعض المعادن ويستخدم تقليديا كعلاج طبيعي. الكركرديه ذو الزهور البيضاء يتواجد في غرب السودان ويقدم ضمن التقاليد المحلية للضيوف.
شاي الكركديه يحتوي على نسبة 15-30% من الأحماض العضوية، يشمل ذلك حمض الليمون وحمض الماليك وحمض الطرطريك. كما أنه يحتوي على متعدد السكاريد الحمضية التي تعطيه اللون الأحمر الداكن.

## الآثار الصحية المحتملة
أظهرت بعض الدراسات السريرية إلى أن استهلاك شاي الكركديه قد يخفض ضغط الدم، ولكن الأوراق البحثية التي نشرت عن هذه الدراسات لاحظت أن جودة تلك الدراسات غير جيدة وضعيفة . شاي الكركديه يعتبر جيد بصفة عامة ولا يؤثر سلبا على الكبد ووظيفة الكلى في حالة الجرعات المنخفضة، ولكن قد يؤدي لحالات تسمم كبدية في الجرعات العالية. الكركديه يحتوي على الانثوسيانين، والتي يعتقد أن يكون من المركبات الخافضة للضغط النشطة، بحيث تعمل كمثبطات للإنزيم المحول للأنجيوتنسين.